# Чемпіонат України з футболу 1997—1998: вища ліга (склади команд)
У складах клубів подано гравців, які провели щонайменше 1 гру в вищій лізі сезону 1997/98. Прізвища, імена та по батькові футболістів подані згідно з офіційним сайтом ФФУ.

## «Ворскла» (Полтава)
Головні тренери: Віктор Пожечевський (27 матчів), Олександр Довбій (3 матчі)
| №            | Футболіст                       | Дата народження   | Країна       | Ігри     | Голи     |
| Воротарі     | Воротарі                        | Воротарі          | Воротарі     | Воротарі | Воротарі |
| ------------ | ------------------------------- | ----------------- | ------------ | -------- | -------- |
|              | Ковтун Андрій Олександрович     | 28 лютого 1968    | Україна      | 26       | 39п      |
|              | Моргун Олег Анатолійович        | 10 січня 1965     | Україна      | 4        | 5п       |
|              | Стороженко Олег Володимирович   | 13 березня 1972   | Україна      | 1        | 1п       |
| Захисники    |                                 |                   |              |          |          |
|              | Головко Олександр Миколайович   | 20 лютого 1973    | Україна      | 20       | 0        |
|              | Даїл Ібрям                      | 4 листопада 1971  | Болгарія     | 15       | 0        |
|              | Дичко Володимир Вікторович      | 7 вересня 1972    | Україна      | 21       | 2        |
|              | Кефалов Велін Дончев            | 18 вересня 1968   | Болгарія     | 4        | 0        |
|              | Леженцев Сергій Борисович       | 4 серпня 1971     | Україна      | 23       | 0        |
|              | Мачоган Ігор Петрович           | 3 березня 1970    | Україна      | 24       | 2        |
|              | Мокрицький Юрій Ярославович     | 16 жовтня 1970    | Україна      | 13       | 0        |
|              | Петков Іордан Хрістов           | 11 березня 1976   | Болгарія     | 14       | 2        |
| Півзахисники |                                 |                   |              |          |          |
|              | Богатир Віктор Миколайович      | 11 травня 1969    | Україна      | 3        | 0        |
|              | Гурка Михайло Петрович          | 21 листопада 1975 | Україна      | 15       | 2        |
|              | Кислов Ігор Миколайович         | 19 липня 1966     | Туркменістан | 24       | 1        |
|              | Клименко Андрій Віталійович     | 13 вересня 1977   | Україна      | 5        | 0        |
|              | Кобзар Віталій Юрійович         | 9 травня 1972     | Україна      | 22       | 1        |
|              | Костюк Ігор Володимирович       | 14 вересня 1975   | Україна      | 22       | 3        |
|              | Лунгу Владіслав Валерійович     | 10 квітня 1977    | Молдова      | 5        | 0        |
|              | Мелащенко Олександр Петрович    | 13 грудня 1978    | Україна      | 5        | 0        |
|              | Нджоку Даніель Чайджоке         | 8 жовтня 1980     | Нігерія      | 11       | 0        |
|              | Омельчук Олександр Макарович    | 22 вересня 1970   | Україна      | 22       | 3        |
|              | Самойлов Віталій Олегович       | 1 березня 1975    | Україна      | 10       | 1        |
|              | Хомин Андрій Романович          | 24 травня 1968    | Україна      | 24       | 4, 1п    |
|              | Яремчук Іван Іванович           | 19 березня 1962   | Україна      | 9        | 2        |
| Нападники    |                                 |                   |              |          |          |
|              | Антюхін Олексій Володимирович   | 25 листопада 1971 | Україна      | 18       | 5        |
|              | Бабич Костянтин Миколайович     | 6 травня 1975     | Україна      | 9        | 3        |
|              | Лапко Микола Романович          | 11 жовтня 1976    | Україна      | 4        | 0        |
|              | Мусолітін Володимир Миколайович | 11 березня 1973   | Україна      | 13       | 4        |
|              | Чуйченко Сергій Олександрович   | 25 жовтня 1968    | Україна      | 15       | 5        |
|              | Шарій Іван Григорович           | 24 листопада 1957 | Україна      | 8        | 0        |

## «Динамо» (Київ)
Головний тренер: Валерій Лобановський
| №            | Футболіст                           | Дата народження | Країна   | Ігри     | Голи     |
| Воротарі     | Воротарі                            | Воротарі        | Воротарі | Воротарі | Воротарі |
| ------------ | ----------------------------------- | --------------- | -------- | -------- | -------- |
|              | Кернозенко Вячеслав Сергійович      | 4 червня 1976   | Україна  | 4        | 2п       |
|              | Шовковський Олександр Володимирович | 2 січня 1975    | Україна  | 26       | 13п      |
| Захисники    |                                     |                 |          |          |          |
|              | Беженар Сергій Миколайович          | 9 серпня 1970   | Україна  | 8        | 0        |
|              | Ващук Владислав Вікторович          | 2 січня 1975    | Україна  | 23       | 1        |
|              | Волосянко Микола Миколайович        | 13 березня 1972 | Україна  | 3        | 0        |
|              | Герасименко Олексій Петрович        | 17 лютого 1970  | Росія    | 12       | 1        |
|              | Головко Олександр Борисович         | 6 січня 1972    | Україна  | 29       | 1        |
|              | Дмитрулін Юрій Михайлович           | 10 лютого 1975  | Україна  | 19       | 1        |
|              | Несмачний Андрій Миколайович        | 28 лютого 1979  | Україна  | 1        | 0        |
|              | Кірюхін Олександр Григорович        | 1 жовтня 1974   | Україна  | 6        | 1        |
|              | Лужний Олег Романович               | 5 серпня 1968   | Україна  | 16       | 0        |
|              | Радченко Олександр Борисович        | 19 липня 1976   | Україна  | 17       | 1        |
|              | Федоров Сергій Владиславович        | 18 лютого 1975  | Україна  | 1        | 0        |
|              | Шматоваленко Сергій Сергійович      | 29 січня 1967   | Україна  | 1        | 0        |
| Півзахисники |                                     |                 |          |          |          |
|              | Бялькевіч Валянцін Мікалаєвіч       | 27 січня 1973   | Білорусь | 13       | 1        |
|              | Гусін Андрій Леонідович             | 11 грудня 1972  | Україна  | 28       | 2        |
|              | Каладзе Каха Карлович               | 27 лютого 1978  | Грузія   | 13       | 2        |
|              | Калитвинцев Юрій Миколайович        | 5 травня 1968   | Україна  | 26       | 5        |
|              | Кардаш Василь Ярославович           | 14 січня 1973   | Україна  | 10       | 1        |
|              | Ковалюк Володимир Васильович        | 3 березня 1972  | Україна  | 3        | 0        |
|              | Косовський Віталій Владиславович    | 11 серпня 1973  | Україна  | 24       | 1        |
|              | Маковський Михайло Михайлович       | 23 квітня 1977  | Білорусь | 2        | 0        |
|              | Максимов Юрій Вільйович             | 8 грудня 1968   | Україна  | 11       | 5        |
|              | Михайленко Дмитро Станіславович     | 13 липня 1973   | Україна  | 23       | 0        |
|              | Хацкевіч Аляксандр Мікалаєвіч       | 19 жовтня 1973  | Білорусь | 15       | 1        |
|              | Шкапенко Павло Леонідович           | 16 грудня 1972  | Україна  | 6        | 2        |
| Нападники    |                                     |                 |          |          |          |
|              | Венглінський Олег Миколайович       | 21 березня 1978 | Україна  | 5        | 0        |
|              | Косирін Олександр Михайлович        | 18 червня 1977  | Україна  | 3        | 0        |
|              | Маковскі Владзімір Міхайлавіч       | 23 квітня 1977  | Білорусь | 11       | 3        |
|              | Ребров Сергій Станіславович         | 3 червня 1974   | Україна  | 29       | 22       |
|              | Шевченко Андрій Миколайович         | 29 вересня 1976 | Україна  | 23       | 19       |

## «Дніпро» (Дніпропетровськ)
Головні тренери: В'ячеслав Грозний (15 матчів), Вадим Тищенко (15 матчів)
| №            | Футболіст                           | Дата народження | Країна   | Ігри     | Голи     |
| Воротарі     | Воротарі                            | Воротарі        | Воротарі | Воротарі | Воротарі |
| ------------ | ----------------------------------- | --------------- | -------- | -------- | -------- |
|              | Близнюк Ілля Владіславович          | 28 липня 1973   | Україна  | 24       | 17п      |
|              | Збарах Микола Миколайович           | 25 лютого 1975  | Україна  | 1        | 2п       |
|              | Медін Микола Олександрович          | 4 травня 1972   | Україна  | 1        | 2п       |
|              | Перхун Сергій Володимирович         | 4 вересня 1977  | Україна  | 5        | 6п       |
| Захисники    |                                     |                 |          |          |          |
|              | Бутханов Борис Володимирович        | 26 травня 1969  | Україна  | 4        | 0        |
|              | Козар Геннадій Васильович           | 23 вересня 1971 | Україна  | 26       | 0        |
|              | Матюхін Сергій Володимирович        | 21 березня 1980 | Україна  | 5        | 0        |
|              | Микула Євген Іванович               | 21 лютого 1980  | Україна  | 3        | 0        |
|              | Павлюх Іван Богданович              | 12 серпня 1976  | Україна  | 18       | 0        |
|              | Першин Олександр Валентинович       | 23 червня 1977  | Україна  | 22       | 2        |
|              | Поклонський Олександр Володимирович | 22 січня 1975   | Україна  | 25       | 3        |
|              | Сідельніков Андрій Анатолійович     | 27 вересня 1967 | Україна  | 14       | 0        |
|              | Сосенко Костянтин Федорович         | 26 вересня 1969 | Україна  | 7        | 0        |
|              | Харківщенко Ігор Олександрович      | 17 січня 1967   | Україна  | 12       | 3        |
|              | Шершун Богдан Миколайович           | 14 травня 1981  | Україна  | 3        | 0        |
| Півзахисники |                                     |                 |          |          |          |
|              | Бєлкін Віктор Володимирович         | 25 лютого 1973  | Україна  | 8        | 0        |
|              | Дацишин Віталій Олександрович       | 7 лютого 1975   | Україна  | 9        | 0        |
|              | Калініченко Максим Сергійович       | 26 січня 1979   | Україна  | 12       | 1        |
|              | Кіласонія Георгій                   | 9 червня 1968   | Грузія   | 6        | 2        |
|              | Коваленко Олександр Олександрович   | 24 березня 1976 | Україна  | 24       | 3        |
|              | Ковалець Сергій Іванович            | 5 вересня 1968  | Україна  | 1        | 1        |
|              | Мізін Сергій Григорович             | 25 вересня 1972 | Україна  | 11       | 4        |
|              | Парфьонов Дмитро Володимирович      | 11 вересня 1974 | Україна  | 13       | 3        |
|              | Піненко Олександр Сергійович        | 15 серпня 1978  | Україна  | 1        | 0        |
|              | Рачиба Олексій Іванович             | 24 грудня 1979  | Україна  | 1        | 0        |
|              | Рикун Олександр Валерійович         | 6 травня 1978   | Україна  | 14       | 1        |
|              | Тутиченко Дмитро Павлович           | 10 липня 1971   | Україна  | 11       | 0        |
|              | Філімонов Денис Володимирович       | 4 січня 1971    | Україна  | 14       | 2        |
|              | Шаран Володимир Богданович          | 18 вересня 1971 | Україна  | 11       | 1        |
| Нападники    |                                     |                 |          |          |          |
|              | Беспалих Сергій Олексійович         | 6 лютого 1973   | Росія    | 6        | 0        |
|              | Валяєв Сергій Валентинович          | 16 вересня 1978 | Україна  | 3        | 0        |
|              | Гецко Іван Михайлович               | 6 квітня 1968   | Україна  | 14       | 4        |
|              | Головко Андрій Валентинович         | 5 серпня 1977   | Україна  | 8        | 2        |
|              | Ірічук Павло Васильович             | 1 лютого 1970   | Україна  | 8        | 2        |
|              | Кіласонія Варлам                    | 13 серпня 1967  | Грузія   | 2        | 0        |
|              | Корпонай Іван Тиберійович           | 13 лютого 1969  | Україна  | 1        | 0        |
|              | Матвеєв Андрій Іванович             | 6 травня 1981   | Україна  | 5        | 0        |
|              | Мороз Геннадій Григорович           | 27 березня 1975 | Україна  | 10       | 2        |
|              | Нагорняк Сергій Миколайович         | 5 вересня 1971  | Україна  | 13       | 2        |
|              | Паляниця Олександр Віталійович      | 29 лютого 1972  | Україна  | 12       | 6        |
|              | Синенко Володимир Вікторович        | 29 травня 1980  | Україна  | 1        | 0        |
|              | Сонін Євген Юрійович                | 16 червня 1974  | Україна  | 4        | 0        |
|              | Сухарєв Олександр Анатолійович      | 3 липня 1970    | Молдова  | 10       | 1        |
|              | Телятников Олексій Леонідович       | 21 жовтня 1980  | Україна  | 11       | 2        |

## «Зірка» (Кіровоград)
Головні тренери: Олександр Довбій (27 матчів), Сергій Страшненко (1 матч), Олександр Іщенко (2 матчі)
| №            | Футболіст                            | Дата народження   | Країна   | Ігри     | Голи     |
| Воротарі     | Воротарі                             | Воротарі          | Воротарі | Воротарі | Воротарі |
| ------------ | ------------------------------------ | ----------------- | -------- | -------- | -------- |
|              | Белошапка Борис Іванович             | 9 лютого 1962     | Україна  | 14       | 19п      |
|              | Васютик Володимир Богданович         | 24 березня 1970   | Україна  | 6        | 9п       |
|              | Жилкін Геннадій Володимирович        | 3 серпня 1969     | Україна  | 10       | 19п      |
|              | Сімакович Валентин Борисович         | 7 червня 1962     | Україна  | 1        | 1п       |
| Захисники    |                                      |                   |          |          |          |
|              | Білозерський Олександр Павлович      | 4 травня 1964     | Україна  | 12       | 0        |
|              | Лавриненко Сергій Дмитрович          | 17 лютого 1975    | Україна  | 21       | 0        |
|              | Мошевич Ігор Володимирович           | 14 травня 1971    | Україна  | 22       | 0        |
|              | Сечін Сергій Миколайович             | 7 серпня 1965     | Україна  | 6        | 0        |
|              | Скиш Віталій Володимирович           | 23 серпня 1971    | Україна  | 23       | 4        |
|              | Собко Сергій Григорович              | 3 січня 1978      | Україна  | 1        | 0        |
|              | Соболь Олександр Іванович            | 19 січня 1968     | Україна  | 14       | 0        |
|              | Хоменко Ігор Юрійович                | 18 квітня 1976    | Україна  | 17       | 0        |
|              | Шашкевич Сергій Вікторович           | 10 серпня 1973    | Україна  | 11       | 0        |
|              | Шулятицький Юрій Юрій-Йосипович      | 11 серпня 1970    | Україна  | 24       | 1        |
| Півзахисники |                                      |                   |          |          |          |
|              | Амілехін Сергій Володимирович        | 12 червня 1974    | Україна  | 11       | 1        |
|              | Горбань Андрій Павлович              | 21 березня 1978   | Україна  | 2        | 0        |
|              | Добровинський Олександр Вячеславович | 19 березня 1975   | Україна  | 1        | 0        |
|              | Козаков Станіслав Володимирович      | 15 серпня 1967    | Україна  | 20       | 2        |
|              | Кривченко Юрій Михайлович            | 19 жовтня 1966    | Україна  | 1        | 0        |
|              | Мартинов Юрій Петрович               | 5 червня 1965     | Україна  | 29       | 7        |
|              | Монарьов Роман Геннадійович          | 17 січня 1980     | Україна  | 3        | 0        |
|              | Пантілов Віталій Олексійович         | 18 серпня 1970    | Україна  | 28       | 4        |
|              | Ралюченко Сергій Петрович            | 13 листопада 1962 | Україна  | 16       | 0        |
|              | Топчієв Дмитро Миколайович           | 25 вересня 1966   | Україна  | 9        | 1        |
|              | Федоров Леонід Володимирович         | 28 січня 1963     | Україна  | 10       | 0        |
|              | Чалий Володимир Володимирович        | 26 січня 1976     | Україна  | 13       | 1        |
|              | Яловський Віктор Михайлович          | 1 серпня 1965     | Україна  | 9        | 0        |
| Нападники    |                                      |                   |          |          |          |
|              | Барановський Сергій Вікторович       | 10 серпня 1974    | Україна  | 9        | 1        |
|              | Богданов Юрій Вікторович             | 18 вересня 1972   | Україна  | 9        | 2        |
|              | Клименко Андрій Віталійович          | 13 вересня 1977   | Україна  | 5        | 0        |
|              | Медведєв Геннадій Миколайович        | 7 лютого 1975     | Україна  | 17       | 0        |
|              | Нестерчук Павло Петрович             | 21 березня 1975   | Україна  | 11       | 0        |
|              | Порошин Андрій Михайлович            | 30 липня 1978     | Україна  | 19       | 2        |
|              | Сорокін Вадим Євгенович              | 13 лютого 1966    | Україна  | 4        | 1        |

## «Карпати» (Львів)
Головний тренер: Мирон Маркевич
| №            | Футболіст                        | Дата народження   | Країна   | Ігри     | Голи     |
| Воротарі     | Воротарі                         | Воротарі          | Воротарі | Воротарі | Воротарі |
| ------------ | -------------------------------- | ----------------- | -------- | -------- | -------- |
|              | Расулов Ельхан Афсар-огли        | 25 березня 1960   | Україна  | 3        | 3п       |
|              | Стронціцький Богдан Едуардович   | 13 січня 1968     | Україна  | 28       | 17п      |
| Захисники    |                                  |                   |          |          |          |
|              | Беньо Юрій Володимирович         | 25 квітня 1974    | Україна  | 30       | 2        |
|              | Євтушок Олександр Васильович     | 11 жовтня 1970    | Україна  | 14       | 2        |
|              | Єзерський Володимир Іванович     | 15 листопада 1976 | Україна  | 18       | 0        |
|              | Танасюк Сергій Анатолійович      | 12 листопада 1968 | Україна  | 12       | 0        |
|              | Чижевський Олександр Арсенійович | 27 травня 1971    | Україна  | 25       | 1        |
| Півзахисники |                                  |                   |          |          |          |
|              | Вовчук Любомир Євгенович         | 26 серпня 1969    | Україна  | 27       | 0        |
|              | Гнатів Роман Михайлович          | 1 листопада 1973  | Україна  | 6        | 0        |
|              | Дуднік Юрій Володимирович        | 26 вересня 1968   | Україна  | 2        | 0        |
|              | Євглевський Сергій Юрійович      | 3 червня 1969     | Україна  | 13       | 0        |
|              | Зуб Роман Іванович               | 16 лютого 1967    | Україна  | 13       | 2        |
|              | Ковалець Сергій Іванович         | 5 вересня 1968    | Україна  | 15       | 2        |
|              | Мізін Сергій Григорович          | 25 вересня 1972   | Україна  | 6        | 0        |
|              | Микитін Володимир Богданович     | 28 квітня 1970    | Україна  | 28       | 1        |
|              | Назаров Євгеній Миколайович      | 23 січня 1972     | Україна  | 26       | 3        |
|              | Петрик Анатолій Степанович       | 7 грудня 1963     | Україна  | 5        | 0        |
|              | Плотко Ігор Володимирович        | 9 червня 1966     | Україна  | 26       | 3        |
|              | Полунін Андрій Вікторович        | 5 березня 1971    | Україна  | 13       | 1        |
|              | Сапуга Андрій Михайлович         | 4 жовтня 1976     | Україна  | 7        | 1        |
|              | Шаран Володимир Богданович       | 18 вересня 1971   | Україна  | 10       | 1        |
| Нападники    |                                  |                   |          |          |          |
|              | Гецко Іван Михайлович            | 6 квітня 1968     | Україна  | 11       | 3        |
|              | Єфіменко Вячеслав Миколайович    | 3 серпня 1974     | Україна  | 9        | 0        |
|              | Колесник Вадим Леонідович        | 12 березня 1967   | Україна  | 2        | 0        |
|              | Маковей Ігор Юрійович            | 4 вересня 1976    | Україна  | 12       | 2        |
|              | Паляниця Олександр Віталійович   | 29 лютого 1972    | Україна  | 14       | 11       |
|              | Покладок Андрій Ярославович      | 21 червня 1971    | Україна  | 3        | 0        |
|              | Соума Альхалі                    | 6 квітня 1975     | Гвінея   | 17       | 1        |
|              | Толочко Роман Любомирович        | 11 грудня 1968    | Україна  | 21       | 0        |
|              | Ядлось Ігор Іванович             | 12 квітня 1970    | Україна  | 1        | 0        |

## «Кривбас» (Кривий Ріг)
Головний тренер: Олег Таран
| №            | Футболіст                           | Дата народження   | Країна      | Ігри     | Голи     |
| Воротарі     | Воротарі                            | Воротарі          | Воротарі    | Воротарі | Воротарі |
| ------------ | ----------------------------------- | ----------------- | ----------- | -------- | -------- |
|              | Городов Валерій Васильович          | 14 лютого 1961    | Україна     | 12       | 16п      |
|              | Дудка Валерій Олександрович         | 1 жовтня 1964     | Україна     | 16       | 15п      |
|              | Лутков Олег Анатолійович            | 15 травня 1966    | Україна     | 2        | 2п       |
| Захисники    |                                     |                   |             |          |          |
|              | Анненков Андрій Михайлович          | 21 січня 1969     | Україна     | 15       | 0        |
|              | Аніщенко Андрій Анатолійович        | 16 квітня 1975    | Україна     | 12       | 1        |
|              | Дірявка Сергій Георгійович          | 18 квітня 1971    | Україна     | 13       | 0        |
|              | Дорошенко Ігор Миколайович          | 16 січня 1973     | Україна     | 12       | 0        |
|              | Доценко Віктор Петрович             | 10 грудня 1975    | Україна     | 11       | 0        |
|              | Зуєв Андрій Євгенович               | 10 жовтня 1973    | Україна     | 3        | 0        |
|              | Кочвар Сергій Володимирович         | 20 вересня 1968   | Україна     | 2        | 0        |
|              | Купцов Андрій Сергійович            | 23 січня 1971     | Україна     | 9        | 0        |
|              | Лісовий Валерій Миколайович         | 1 квітня 1978     | Україна     | 3        | 0        |
|              | Носенко Владислав Валерійович       | 6 грудня 1970     | Азербайджан | 14       | 0        |
|              | Павлюченко Костянтин Володимирович  | 11 січня 1971     | Україна     | 10       | 0        |
|              | Толкач Олександр Леонідович         | 5 вересня 1971    | Білорусь    | 5        | 0        |
|              | Юдін Андрій Вікторович              | 28 червня 1967    | Україна     | 23       | 0        |
| Півзахисники |                                     |                   |             |          |          |
|              | Волотек Олег Вікторович             | 15 серпня 1967    | Україна     | 1        | 0        |
|              | Грановський Олександр Анатолійович  | 11 березня 1976   | Україна     | 10       | 0        |
|              | Гринь Володимир Дмитрович           | 25 грудня 1971    | Україна     | 16       | 0        |
|              | Дубина Валентин Вікторович          | 15 травня 1972    | Україна     | 4        | 0        |
|              | Євсюков Олександр Сергійович        | 23 червня 1978    | Україна     | 1        | 0        |
|              | Котюк Андрій Валерійович            | 3 вересня 1976    | Україна     | 5        | 0        |
|              | Лопушинський Андрій Іванович        | 8 жовтня 1974     | Україна     | 5        | 0        |
|              | Лук'янчиков Анатолій Єгорович       | 28 лютого 1975    | Україна     | 6        | 1        |
|              | Платонов Валентин Вікторович        | 15 січня 1977     | Україна     | 28       | 8        |
|              | Полунін Андрій Вікторович           | 5 березня 1971    | Україна     | 9        | 2        |
|              | Приходько Геннадій Миколайович      | 14 серпня 1973    | Україна     | 20       | 0        |
|              | Сімаков Олег Олександрович          | 3 січня 1976      | Росія       | 14       | 4        |
|              | Строєнко Андрій Васильович          | 1 грудня 1971     | Україна     | 12       | 0        |
|              | Чернов Андрій Володимирович         | 21 жовтня 1976    | Україна     | 3        | 0        |
|              | Шаповалов Валерій Валерійович       | 27 серпня 1976    | Україна     | 8        | 0        |
|              | Шевчук Юрій Васильович              | 11 листопада 1978 | Україна     | 4        | 0        |
|              | Шищенко Сергій Юрійович             | 13 січня 1976     | Україна     | 21       | 2        |
| Нападники    |                                     |                   |             |          |          |
|              | Воскобойник Олександр Володимирович | 26 січня 1976     | Україна     | 20       | 5        |
|              | Гащин Володимир Володимирович       | 2 січня 1972      | Україна     | 14       | 8        |
|              | Мороз Геннадій Григорович           | 27 березня 1975   | Україна     | 12       | 2        |
|              | Пінчук Денис Валерійович            | 9 квітня 1978     | Україна     | 1        | 0        |
|              | Римшин Євген Леонідович             | 16 червня 1976    | Україна     | 15       | 1        |
|              | Сонін Євген Юрійович                | 16 червня 1974    | Україна     | 7        | 0        |

## «Металург» (Донецьк)
Головний тренер: Володимир Онищенко
| №            | Футболіст                          | Дата народження   | Країна   | Ігри     | Голи     |
| Воротарі     | Воротарі                           | Воротарі          | Воротарі | Воротарі | Воротарі |
| ------------ | ---------------------------------- | ----------------- | -------- | -------- | -------- |
|              | Вірт Юрій Миколайович              | 4 травня 1974     | Україна  | 25       | 21п      |
|              | Кураєв Андрій Вадимович            | 19 грудня 1972    | Україна  | 6        | 6п       |
| Захисники    |                                    |                   |          |          |          |
|              | Грегуль Валентин Миколайович       | 9 грудня 1973     | Україна  | 11       | 0        |
|              | Жигулін Спартак Володимирович      | 25 травня 1971    | Україна  | 2        | 0        |
|              | Ковальов Альберт Сергійович        | 4 березня 1971    | Україна  | 2        | 0        |
|              | Кондаков Юрій Миколайович          | 5 лютого 1975     | Україна  | 4        | 0        |
|              | Король Ігор Євгенович              | 26 серпня 1971    | Україна  | 24       | 1        |
|              | Малєванов Олександр Васильович     | 13 лютого 1974    | Україна  | 7        | 0        |
|              | Оксимець Андрій Григорович         | 27 вересня 1974   | Україна  | 29       | 4        |
|              | Олійник Роман Анатолійович         | 25 липня 1975     | Україна  | 7        | 0        |
|              | Солов'єнко Юрій Леонідович         | 20 січня 1971     | Україна  | 22       | 0        |
| Півзахисники |                                    |                   |          |          |          |
|              | Бєліченко Юрій Олександрович       | 13 грудня 1964    | Україна  | 4        | 2        |
|              | Булгаков Олексій Володимирович     | 8 вересня 1977    | Україна  | 8        | 0        |
|              | Венглінський Олександр Миколайович | 29 листопада 1974 | Україна  | 17       | 3        |
|              | Волошин Микола Миколайович         | 15 вересня 1977   | Україна  | 6        | 0        |
|              | Даценко Сергій Анатолійович        | 10 грудня 1977    | Україна  | 20       | 0        |
|              | Дорохов Олександр Олександрович    | 27 січня 1969     | Україна  | 24       | 0        |
|              | Зав'ялов Андрій Олександрович      | 2 січня 1971      | Україна  | 25       | 2        |
|              | Кармелюк Юрій Анатолійович         | 2 липня 1971      | Україна  | 13       | 0        |
|              | Лучкевич Ігор Валерійович          | 19 листопада 1973 | Україна  | 14       | 1        |
|              | Петров Ігор Григорович             | 30 січня 1964     | Україна  | 10       | 0        |
|              | Свистунов Олександр Вікторович     | 30 серпня 1973    | Україна  | 14       | 0        |
|              | Солодкий Вадим Петрович            | 5 серпня 1970     | Україна  | 18       | 1        |
|              | Спєвак Андрій Олександрович        | 4 січня 1976      | Україна  | 27       | 0        |
| Нападники    |                                    |                   |          |          |          |
|              | Мінтенко Віталій Георгійович       | 29 жовтня 1972    | Україна  | 26       | 8        |
|              | Мизенко Олександр Вікторович       | 18 січня 1972     | Україна  | 19       | 1        |
|              | Покладок Андрій Ярославович        | 21 червня 1971    | Україна  | 12       | 2        |
|              | Севідов Олександр Володимирович    | 18 липня 1969     | Україна  | 14       | 2        |

## «Металург» (Запоріжжя)
Головні тренери: Олександр Томах (17 матчів), Леонід Ключик (1 матч), Олександр Штелін (12 матчів)
| №            | Футболіст                          | Дата народження   | Країна   | Ігри     | Голи     |
| Воротарі     | Воротарі                           | Воротарі          | Воротарі | Воротарі | Воротарі |
| ------------ | ---------------------------------- | ----------------- | -------- | -------- | -------- |
|              | Гребенюк Тарас Олександрович       | 23 серпня 1971    | Україна  | 15       | 19п      |
|              | Колесов Олег Анатолійович          | 15 лютого 1969    | Україна  | 15       | 22п      |
|              | Лутков Олег Анатолійович           | 15 травня 1966    | Україна  | 2        | 1п       |
|              | Страшненко Сергій Сергійович       | 22 березня 1979   | Україна  | 1        | 2п       |
| Захисники    |                                    |                   |          |          |          |
|              | Бенько Олег Іванович               | 21 жовтня 1969    | Україна  | 1        | 0        |
|              | Богатир Іван Олександрович         | 24 квітня 1975    | Україна  | 16       | 1        |
|              | Ільченко Сергій Олександрович      | 1 листопада 1977  | Україна  | 8        | 0        |
|              | Ковальков Леонід Вячеславович      | 10 листопада 1970 | Україна  | 5        | 0        |
|              | Конюшенко Андрій Вікторович        | 2 квітня 1977     | Україна  | 5        | 0        |
|              | Маркін Юрій Володимирович          | 19 січня 1971     | Україна  | 28       | 3        |
|              | Нівінський Вячеслав Миколайович    | 31 березня 1974   | Україна  | 6        | 0        |
|              | Ратій Олег Борисович               | 5 липня 1970      | Україна  | 22       | 5        |
|              | Чорнявський Олександр Анатолійович | 10 березня 1972   | Україна  | 22       | 1        |
|              | Шевчук В'ячеслав Анатолійович      | 13 травня 1979    | Україна  | 5        | 0        |
| Півзахисники |                                    |                   |          |          |          |
|              | Акопян Армен Антонович             | 15 січня 1980     | Україна  | 12       | 1        |
|              | Каряка Андрій Костянтинович        | 1 квітня 1978     | Україна  | 11       | 2        |
|              | Ключик Сергій Леонідович           | 27 серпня 1973    | Україна  | 23       | 3        |
|              | Коновальчук Володимир Дмитрович    | 23 листопада 1965 | Україна  | 30       | 2        |
|              | Козленко Володимир Анатолійович    | 22 березня 1979   | Україна  | 2        | 0        |
|              | Колодін Дмитро Вікторович          | 12 квітня 1978    | Україна  | 9        | 0        |
|              | Кравченко Віктор Миколайович       | 10 січня 1976     | Україна  | 12       | 0        |
|              | Куриленко Олексій Вікторович       | 29 серпня 1972    | Україна  | 2        | 0        |
|              | Лучкевич Ігор Валерійович          | 19 листопада 1973 | Україна  | 15       | 2        |
|              | Олійник Олексій Степанович         | 14 листопада 1977 | Україна  | 15       | 3        |
|              | Полтавець Валентин Миколайович     | 18 квітня 1975    | Україна  | 26       | 5        |
|              | Смірнов Денис Анатолійович         | 18 червня 1975    | Україна  | 10       | 1        |
|              | Фокін Ігор Петрович                | 6 грудня 1965     | Україна  | 10       | 0        |
|              | Янковський Олександр Леонідович    | 10 листопада 1969 | Україна  | 5        | 2        |
| Нападники    |                                    |                   |          |          |          |
|              | Громов Віктор Олексійович          | 3 лютого 1965     | Україна  | 7        | 2        |
|              | Зейберліньш Арманд Янович          | 13 серпня 1965    | Латвія   | 4        | 0        |
|              | Коваленко Сергій Григорович        | 22 грудня 1973    | Україна  | 16       | 1        |
|              | Кріпак Яків Вікторович             | 13 червня 1978    | Україна  | 14       | 2        |
|              | Липський Олег Леонідович           | 1 січня 1975      | Україна  | 12       | 0        |
|              | Осташов Олександр Сергійович       | 3 червня 1970     | Україна  | 7        | 4        |

## «Металург» (Маріуполь)
Головні тренери: Юрій Погребняк (2 матчі), Володимир Кузовлєв (1 матч), Микола Павлов (27 матчів)
| №            | Футболіст                        | Дата народження | Країна   | Ігри     | Голи     |
| Воротарі     | Воротарі                         | Воротарі        | Воротарі | Воротарі | Воротарі |
| ------------ | -------------------------------- | --------------- | -------- | -------- | -------- |
|              | Капінус Віталій Олександрович    | 15 травня 1974  | Україна  | 11       | 18п      |
|              | Малигін Юрій Володимирович       | 29 квітня 1971  | Україна  | 4        | 13п      |
|              | Шуховцев Ігор Вікторович         | 13 липня 1971   | Україна  | 14       | 17п      |
| Захисники    |                                  |                 |          |          |          |
|              | Анікеєв Володимир Юрійович       | 16 січня 1976   | Україна  | 22       | 0        |
|              | Богарада Дмитро Вікторович       | 25 вересня 1975 | Україна  | 1        | 0        |
|              | Букель Юрій Олександрович        | 22 червня 1971  | Україна  | 9        | 0        |
|              | Гетьман Олексій Олексійович      | 16 серпня 1975  | Україна  | 7        | 0        |
|              | Кальян Сергій Миколайович        | 24 травня 1973  | Україна  | 4        | 0        |
|              | Максименко Андрій Юрійович       | 5 червня 1972   | Україна  | 1        | 0        |
|              | Подлєсний Микола Юрійович        | 24 лютого 1973  | Україна  | 9        | 0        |
|              | Пінчук Костянтин Миколайович     | 24 грудня 1973  | Україна  | 9        | 2        |
|              | Поліщук Володимир Васильович     | 29 жовтня 1974  | Україна  | 14       | 1        |
|              | Порохненко Андрій Васильович     | 6 червня 1973   | Україна  | 15       | 0        |
|              | Сак Юрій Миколайович             | 3 січня 1967    | Україна  | 26       | 3        |
|              | Свідченко Сергій Олександрович   | 25 березня 1970 | Україна  | 3        | 0        |
|              | Сизон Олег Федорович             | 1 лютого 1977   | Україна  | 9        | 1        |
| Півзахисники |                                  |                 |          |          |          |
|              | Арабаджи Дмитро Костянтинович    | 17 січня 1972   | Україна  | 2        | 0        |
|              | Богатирьов Сергій Борисович      | 3 квітня 1976   | Україна  | 11       | 0        |
|              | Браіла Володимир Леонідович      | 21 серпня 1978  | Україна  | 16       | 2        |
|              | Гончаренко Сергій Григорович     | 24 квітня 1974  | Україна  | 4        | 0        |
|              | Кошелюк Олег Борисович           | 7 вересня 1969  | Україна  | 8        | 0        |
|              | Назімов Олексій Миколайович      | 10 липня 1976   | Україна  | 19       | 1        |
|              | Николайчук Матвій Михайлович     | 9 серпня 1974   | Україна  | 11       | 0        |
|              | Путря Герман Геннадійович        | 30 березня 1973 | Україна  | 13       | 0        |
|              | Сахаров Костянтин Анатолійович   | 9 вересня 1971  | Україна  | 14       | 1        |
|              | Скоморохов Андрій Валерійович    | 23 жовтня 1973  | Україна  | 7        | 0        |
|              | Собкович Олександр Дмитрович     | 11 лютого 1976  | Україна  | 13       | 0        |
|              | Сушко Геннадій Миколайович       | 28 січня 1970   | Україна  | 11       | 0        |
|              | Туркін Валерій Валентинович      | 13 жовтня 1972  | Україна  | 10       | 1        |
|              | Червоний Віктор Володимирович    | 5 березня 1966  | Україна  | 5        | 0        |
|              | Червоний Олександр Володимирович | 1 вересня 1961  | Україна  | 10       | 0        |
| Нападники    |                                  |                 |          |          |          |
|              | Андросов Андрій Анатолійович     | 12 січня 1968   | Україна  | 15       | 0        |
|              | Бабич Костянтин Миколайович      | 6 травня 1975   | Україна  | 10       | 3        |
|              | Борисенко Анатолій Анатолійович  | 29 жовтня 1968  | Україна  | 11       | 4        |
|              | Гетьман Юрій Олексійович         | 27 січня 1971   | Україна  | 4        | 1        |
|              | Думенко Сергій Валерійович       | 25 лютого 1968  | Україна  | 3        | 0        |
|              | Духновський Ігор Олександрович   | 17 травня 1972  | Україна  | 1        | 0        |
|              | Колесник Вадим Леонідович        | 12 березня 1967 | Україна  | 12       | 2        |
|              | Молокуцько Степан Костянтинович  | 18 серпня 1979  | Україна  | 8        | 0        |
|              | Пушкуца Віталій Георгійович      | 13 липня 1974   | Україна  | 18       | 4        |

## «Нива» (Тернопіль)
Головні тренери: Ігор Яворський (29 матчів), Леонід Іщук (1 матч)
| №            | Футболіст                      | Дата народження   | Країна   | Ігри     | Голи     |
| Воротарі     | Воротарі                       | Воротарі          | Воротарі | Воротарі | Воротарі |
| ------------ | ------------------------------ | ----------------- | -------- | -------- | -------- |
|              | Нікітенко Юрій Миколайович     | 28 березня 1974   | Україна  | 19       | 26п      |
|              | Чумак Юрій Олександрович       | 8 квітня 1962     | Україна  | 11       | 13п      |
| Захисники    |                                |                   |          |          |          |
|              | Білак Іван Іванович            | 19 червня 1975    | Україна  | 5        | 0        |
|              | Біскуп Ігор Іванович           | 11 серпня 1960    | Україна  | 28       | 2        |
|              | Грегуль Валентин Миколайович   | 9 грудня 1973     | Україна  | 6        | 1        |
|              | Куть Віталій Дмитрович         | 7 червня 1970     | Україна  | 27       | 0        |
|              | Лапа Микола Петрович           | 4 грудня 1972     | Україна  | 20       | 0        |
|              | Мішенін Олег Володимирович     | 18 червня 1974    | Україна  | 22       | 0        |
|              | Первак Віталій Миколайович     | 15 серпня 1970    | Україна  | 28       | 0        |
| Півзахисники |                                |                   |          |          |          |
|              | Дем'янчук Михайло Михайлович   | 15 листопада 1971 | Україна  | 12       | 1        |
|              | Закотюк Микола Степанович      | 3 лютого 1975     | Україна  | 26       | 1        |
|              | Капанадзе Таріел Давидович     | 1 грудня 1962     | Грузія   | 28       | 6        |
|              | Кірлік Андрій Яношевич         | 21 листопада 1974 | Україна  | 29       | 2        |
|              | Самардак Богдан Миколайович    | 25 березня 1963   | Україна  | 28       | 1        |
|              | Фокін Юрій Тенгісович          | 3 січня 1966      | Україна  | 27       | 2        |
| Нападники    |                                |                   |          |          |          |
|              | Големба Роман Дмитрович        | 29 грудня 1973    | Україна  | 1        | 0        |
|              | Капанадзе Автанділ Давидович   | 1 грудня 1962     | Грузія   | 28       | 15       |
|              | Сіхарулідзе Автанділ Тамазович | 14 листопада 1975 | Грузія   | 6        | 0        |
|              | Турянський Сергій Миронович    | 25 травня 1962    | Україна  | 14       | 5        |
|              | Хоменко Сергій Леонідович      | 25 жовтня 1977    | Україна  | 11       | 0        |
|              | Шпак Андрій Володимирович      | 25 жовтня 1978    | Україна  | 17       | 1        |

## «Прикарпаття» (Івано-Франківськ)
Головні тренери: Ігор Юрченко (15 матчів), Богдан Блавацький (15 матчів)
| №            | Футболіст                      | Дата народження   | Країна     | Ігри     | Голи     |
| Воротарі     | Воротарі                       | Воротарі          | Воротарі   | Воротарі | Воротарі |
| ------------ | ------------------------------ | ----------------- | ---------- | -------- | -------- |
|              | Рипан Олег Павлович            | 28 липня 1972     | Україна    | 5        | 9п       |
|              | Сіротін Павло Анатолійович     | 29 вересня 1967   | Киргизстан | 25       | 30п      |
|              | Хомин Микола Лук'янович        | 16 вересня 1974   | Україна    | 1        | 2п       |
| Захисники    |                                |                   |            |          |          |
|              | Ватаманюк Ярослав Петрович     | 25 травня 1963    | Україна    | 29       | 0        |
|              | Зуб Роман Іванович             | 16 лютого 1967    | Україна    | 8        | 0        |
|              | Зуєнко Микола Миколайович      | 11 жовтня 1972    | Україна    | 20       | 0        |
|              | Карась Ігор Миколайович        | 9 жовтня 1971     | Україна    | 28       | 1        |
|              | Мазур Дмитро Анатолійович      | 17 березня 1967   | Україна    | 25       | 1        |
|              | Мостовий Руслан Іванович       | 2 червня 1974     | Україна    | 22       | 1        |
|              | Савка Михайло Степанович       | 12 листопада 1962 | Україна    | 9        | 0        |
|              | Свищ Роман Іванович            | 1 лютого 1978     | Україна    | 3        | 0        |
|              | Цисар Олександр Вікторович     | 17 квітня 1967    | Молдова    | 9        | 0        |
| Півзахисники |                                |                   |            |          |          |
|              | Будник Андрій Іванович         | 29 квітня 1975    | Україна    | 12       | 1        |
|              | Дацишин Віталій Олександрович  | 7 лютого 1975     | Україна    | 2        | 0        |
|              | Ковальчук Тарас Степанович     | 21 лютого 1973    | Україна    | 22       | 2        |
|              | Копистянський Микола Іванович  | 19 листопада 1971 | Україна    | 1        | 0        |
|              | Кріль Ігор Іванович            | 11 жовтня 1974    | Україна    | 9        | 0        |
|              | Лютий Владислав Олексійович    | 25 серпня 1970    | Україна    | 11       | 2        |
|              | Маковський Леонід Петрович     | 15 серпня 1971    | Україна    | 3        | 0        |
|              | Максимюк Роман Васильович      | 14 червня 1974    | Україна    | 13       | 0        |
|              | Матвіїв Степан Олексійович     | 10 березня 1968   | Україна    | 8        | 0        |
|              | Механошин Олександр Михайлович | 14 липня 1971     | Україна    | 11       | 0        |
|              | Нестерчук Павло Петрович       | 21 березня 1975   | Україна    | 10       | 0        |
|              | Шумський Віталій Іванович      | 17 травня 1972    | Україна    | 28       | 1        |
|              | Юрченко Ігор Миколайович       | 5 вересня 1960    | Україна    | 14       | 2        |
| Нападники    |                                |                   |            |          |          |
|              | Апіян Артур Нептунович         | 20 червня 1978    | Україна    | 2        | 0        |
|              | Беспалих Сергій Олексійович    | 6 лютого 1973     | Росія      | 8        | 3        |
|              | Василів Зіновій Васильович     | 3 червня 1973     | Україна    | 1        | 0        |
|              | Ірічук Павло Васильович        | 1 лютого 1970     | Україна    | 1        | 0        |
|              | Лапко Микола Романович         | 11 жовтня 1976    | Україна    | 9        | 0        |
|              | Ларін Володимир Миколайович    | 8 листопада 1977  | Україна    | 14       | 4        |
|              | Редушко Анатолій Ярославович   | 9 січня 1970      | Україна    | 6        | 0        |
|              | Римшин Євген Леонідович        | 16 червня 1976    | Україна    | 15       | 6        |
|              | Русак Петро Романович          | 20 листопада 1970 | Україна    | 28       | 9        |

## «Таврія» (Сімферополь)
Головні тренери: Валерій Шведюк (15 матчів), Іван Балан (25 матчів), Віктор Грачов (5 матчів)
| №            | Футболіст                          | Дата народження   | Країна   | Ігри     | Голи     |
| Воротарі     | Воротарі                           | Воротарі          | Воротарі | Воротарі | Воротарі |
| ------------ | ---------------------------------- | ----------------- | -------- | -------- | -------- |
|              | Величко Сергій Миколайович         | 9 серпня 1976     | Україна  | 9        | 11п      |
|              | Левицький Максим Анатолійович      | 26 листопада 1972 | Україна  | 22       | 30п      |
| Захисники    |                                    |                   |          |          |          |
|              | Андрієнко Денис Андрійович         | 12 квітня 1980    | Україна  | 2        | 0        |
|              | Волк-Карачевський Денис Сергійович | 24 серпня 1979    | Україна  | 5        | 0        |
|              | Волков Ігор Миколайович            | 13 березня 1965   | Україна  | 2        | 0        |
|              | Дем'яненко Дмитро Володимирович    | 11 червня 1969    | Україна  | 13       | 0        |
|              | Донюшкін Юрій Олексійович          | 27 січня 1976     | Україна  | 12       | 0        |
|              | Єсін Сергій Олександрович          | 2 квітня 1975     | Україна  | 28       | 3        |
|              | Митрофанов Олександр Володимирович | 1 листопада 1977  | Україна  | 10       | 1        |
|              | Муравйов Олег Вікторович           | 27 червня 1971    | Україна  | 24       | 0        |
|              | Назаров Дмитро Аркадійович         | 3 серпня 1977     | Україна  | 25       | 0        |
|              | Смігунов Віктор Іванович           | 28 січня 1962     | Україна  | 27       | 0        |
| Півзахисники |                                    |                   |          |          |          |
|              | Андрієць Сергій Анатолійович       | 20 січня 1981     | Україна  | 1        | 0        |
|              | Бурдін Олександр Васильович        | 26 серпня 1975    | Україна  | 16       | 0        |
|              | Ветренніков Сергій Юрійович        | 24 березня 1976   | Україна  | 30       | 0        |
|              | Войнаровський Роман Васильович     | 5 січня 1980      | Україна  | 7        | 0        |
|              | Кундєнок Геннадій Миколайович      | 6 жовтня 1976     | Україна  | 10       | 2        |
|              | Кундєнок Олександр Миколайович     | 11 листопада 1973 | Україна  | 27       | 6        |
|              | Опарін Андрій Станіславович        | 27 травня 1968    | Україна  | 28       | 4        |
|              | Осіпов Олексій Рудольфович         | 2 листопада 1975  | Україна  | 23       | 0        |
|              | Скворцов Анатолій Олександрович    | 24 листопада 1976 | Україна  | 1        | 0        |
| Нападники    |                                    |                   |          |          |          |
|              | Гайдаш Олександр Миколайович       | 7 серпня 1967     | Україна  | 30       | 15       |
|              | Джугелі Іван Рамазович             | 14 квітня 1969    | Грузія   | 13       | 2        |
|              | Духновський Ігор Олександрович     | 17 травня 1972    | Україна  | 11       | 0        |
|              | Немешкало Владислав Григорович     | 3 квітня 1970     | Україна  | 3        | 0        |
|              | Оберемченко Ігор Вікторович        | 9 березня 1970    | Україна  | 17       | 0        |
|              | Фурсов Володимир Володимирович     | 3 січня 1970      | Україна  | 7        | 1        |

## «Торпедо» (Запоріжжя)
Головні тренери: Віктор Матвієнко (18 матчів), Вячеслав Першин (4 матчі), Леонід Колтун (8 матчів)
| №            | Футболіст                       | Дата народження   | Країна   | Ігри     | Голи     |
| Воротарі     | Воротарі                        | Воротарі          | Воротарі | Воротарі | Воротарі |
| ------------ | ------------------------------- | ----------------- | -------- | -------- | -------- |
|              | Галігузов Руслан Володимирович  | 20 жовтня 1977    | Україна  | 1        | 4п       |
|              | Глущенко Андрій Олександрович   | 18 березня 1974   | Україна  | 14       | 38п      |
|              | Сташко Сергій Романович         | 21 березня 1971   | Україна  | 11       | 16п      |
|              | Черніков Геннадій Юрійович      | 7 травня 1970     | Україна  | 5        | 11п      |
| Захисники    |                                 |                   |          |          |          |
|              | Бурковський Сергій Збиславович  | 8 вересня 1972    | Україна  | 11       | 0        |
|              | Демченко Андрій Анатолійович    | 20 серпня 1976    | Україна  | 9        | 0        |
|              | Зінченко Володимир Геннадійович | 29 листопада 1970 | Україна  | 13       | 0        |
|              | Левченко Олексій Валерійович    | 16 травня 1976    | Україна  | 9        | 0        |
|              | Максименко Андрій Юрійович      | 5 червня 1972     | Україна  | 13       | 0        |
|              | Мічуда Сергій Миколайович       | 27 жовтня 1973    | Україна  | 4        | 0        |
|              | Попович Віктор Миколайович      | 15 травня 1962    | Україна  | 13       | 0        |
|              | Симонов Олександр Вікторович    | 8 листопада 1978  | Україна  | 7        | 0        |
|              | Сторчак Василь Валерійович      | 21 червня 1965    | Україна  | 8        | 0        |
|              | Танасюк Сергій Анатолійович     | 12 листопада 1968 | Україна  | 10       | 1        |
|              | Фокін Ігор Петрович             | 6 грудня 1965     | Україна  | 15       | 0        |
|              | Черкун Ігор Валентинович        | 17 лютого 1965    | Україна  | 14       | 0        |
|              | Чіпа Сергій Степанович          | 29 січня 1972     | Україна  | 9        | 0        |
|              | Шевчук Андрій Романович         | 22 лютого 1977    | Україна  | 1        | 0        |
|              | Шубін Олексій Вікторович        | 5 квітня 1975     | Україна  | 18       | 0        |
|              | Шушура Юрій Станіславович       | 5 березня 1970    | Україна  | 8        | 0        |
| Півзахисники |                                 |                   |          |          |          |
|              | Бабійчук Сергій Олександрович   | 2 лютого 1973     | Україна  | 9        | 0        |
|              | Багіров Едуард Олександрович    | 30 травня 1975    | Україна  | 8        | 0        |
|              | Бєліков Віталій Петрович        | 9 березня 1979    | Україна  | 14       | 0        |
|              | Бондаренко Роман Дмитрійович    | 14 серпня 1966    | Україна  | 30       | 5        |
|              | Бурхан Кирило Юрійович          | 26 грудня 1976    | Україна  | 19       | 3        |
|              | Гнатів Роман Михайлович         | 1 листопада 1973  | Україна  | 12       | 0        |
|              | Гордієнко Вадим Миколайович     | 18 вересня 1976   | Україна  | 5        | 0        |
|              | Єфіменко Вячеслав Миколайович   | 3 серпня 1974     | Україна  | 9        | 4        |
|              | Зубченко Андрій Володимирович   | 15 березня 1977   | Україна  | 29       | 1        |
|              | Куриленко Олексій Вікторович    | 29 серпня 1972    | Україна  | 7        | 0        |
|              | Портнов Ігор Вячеславович       | 13 травня 1971    | Україна  | 2        | 0        |
|              | Рюмін Дмитро Сергійович         | 14 січня 1981     | Україна  | 1        | 0        |
|              | Смірнов Денис Анатолійович      | 18 червня 1975    | Україна  | 14       | 1        |
| Нападники    |                                 |                   |          |          |          |
|              | Косенко Олексій Юрійович        | 9 березня 1975    | Україна  | 30       | 4        |
|              | Липинський Микола Дмитрович     | 9 квітня 1968     | Україна  | 2        | 0        |
|              | Малімон Іван Іванович           | 24 липня 1978     | Україна  | 2        | 0        |
|              | Пилипенко Василь Володимирович  | 1 липня 1970      | Україна  | 1        | 0        |
|              | Слабишев Юрій Олександрович     | 6 жовтня 1979     | Україна  | 7        | 0        |
|              | Стахів Ігор Іванович            | 1 вересня 1968    | Україна  | 1        | 0        |

## ЦСКА (Київ)
Головні тренери: Сергій Морозов (15 матчів), Володимир Безсонов (15 матчів)
| №            | Футболіст                        | Дата народження   | Країна      | Ігри     | Голи     |
| Воротарі     | Воротарі                         | Воротарі          | Воротарі    | Воротарі | Воротарі |
| ------------ | -------------------------------- | ----------------- | ----------- | -------- | -------- |
|              | Блажаєв Павло Олексійович        | 25 квітня 1971    | Україна     | 8        | 9п       |
|              | Рева Віталій Григорович          | 19 листопада 1974 | Україна     | 23       | 26п      |
| Захисники    |                                  |                   |             |          |          |
|              | Балацький Анатолій Васильович    | 15 червня 1972    | Україна     | 21       | 0        |
|              | Балицький Віталій Вікторович     | 22 серпня 1978    | Україна     | 14       | 0        |
|              | Дмитрієв Євген Миколайович       | 8 січня 1971      | Україна     | 2        | 0        |
|              | Ільченко Сергій Олександрович    | 1 листопада 1977  | Україна     | 9        | 0        |
|              | Левченко Віталій Григорович      | 28 березня 1972   | Таджикистан | 22       | 1        |
|              | Мальцев Олександр Володимирович  | 30 жовтня 1975    | Україна     | 2        | 0        |
|              | Поліщук Володимир Васильович     | 29 жовтня 1974    | Україна     | 14       | 1        |
|              | Поляков Борис Маркович           | 8 грудня 1976     | Україна     | 2        | 0        |
|              | Ревут Сергій Анатолійович        | 25 лютого 1971    | Україна     | 18       | 3        |
|              | Селезньов Сергій Анатолійович    | 17 лютого 1975    | Україна     | 12       | 1        |
|              | Семчук Дмитро Анатолійович       | 23 січня 1974     | Україна     | 29       | 0        |
|              | Сосенко Костянтин Федорович      | 26 вересня 1969   | Україна     | 11       | 0        |
|              | Ульяницький Віктор Васильович    | 7 серпня 1972     | Україна     | 24       | 1        |
|              | Яремко Володимир Миколайович     | 27 жовтня 1972    | Україна     | 1        | 0        |
| Півзахисники |                                  |                   |             |          |          |
|              | Гончаренко Сергій Григорович     | 24 квітня 1974    | Україна     | 13       | 1        |
|              | Городов Олексій Анатолійович     | 28 серпня 1978    | Україна     | 11       | 1        |
|              | Дараселія Віталій Віталійович    | 27 жовтня 1978    | Грузія      | 4        | 1        |
|              | Закарлюка Сергій Володимирович   | 17 серпня 1976    | Україна     | 25       | 3        |
|              | Олійник Олексій Степанович       | 14 листопада 1977 | Україна     | 14       | 1        |
|              | Поляруш Олег Миколайович         | 10 вересня 1977   | Україна     | 3        | 0        |
|              | Собкович Олександр Дмитрович     | 11 лютого 1976    | Україна     | 4        | 0        |
|              | Стельмах Михайло Андрійович      | 29 квітня 1966    | Україна     | 1        | 0        |
|              | Цихмейструк Едуард Миколайович   | 24 червня 1973    | Україна     | 29       | 3        |
| Нападники    |                                  |                   |             |          |          |
|              | Борисенко Сергій Миколайович     | 17 квітня 1974    | Україна     | 3        | 0        |
|              | Гогіль Ігор Михайлович           | 14 лютого 1976    | Україна     | 21       | 1        |
|              | Головко Андрій Валентинович      | 5 серпня 1977     | Україна     | 13       | 5        |
|              | Ковальчук Микола Станіславович   | 16 березня 1975   | Україна     | 1        | 0        |
|              | Костишин Руслан Володимирович    | 8 січня 1977      | Україна     | 18       | 2        |
|              | Кріпак Яків Вікторович           | 13 червня 1978    | Україна     | 13       | 2        |
|              | Новохацький Василь Михайлович    | 24 вересня 1974   | Україна     | 4        | 0        |
|              | Олексієнко Олександр Миколайович | 13 травня 1979    | Україна     | 12       | 2        |
|              | Пахолюк Роман Васильович         | 3 жовтня 1979     | Україна     | 2        | 0        |

## «Чорноморець» (Одеса)
Головні тренери: Володимир Козеренко (7 матчів), Леонід Буряк (23 матчі)
| №            | Футболіст                         | Дата народження | Країна   | Ігри     | Голи     |
| Воротарі     | Воротарі                          | Воротарі        | Воротарі | Воротарі | Воротарі |
| ------------ | --------------------------------- | --------------- | -------- | -------- | -------- |
|              | Винокуров Вадим Володимирович     | 25 липня 1975   | Україна  | 3        | 5п       |
|              | Долганський Сергій Миколайович    | 15 вересня 1974 | Україна  | 27       | 34п      |
| Захисники    |                                   |                 |          |          |          |
|              | Бахарєв В'ячеслав Володимирович   | 23 березня 1973 | Україна  | 12       | 0        |
|              | Колчін Денис Борисович            | 13 жовтня 1977  | Україна  | 21       | 0        |
|              | Лисенко Сергій Анатолійович       | 1 вересня 1976  | Україна  | 2        | 0        |
|              | Махмутов Марат Максутович         | 3 вересня 1975  | Україна  | 10       | 0        |
|              | Пець Роман Васильович             | 21 червня 1969  | Україна  | 24       | 0        |
|              | Погорєлов Валерій Іванович        | 25 червня 1967  | Молдова  | 22       | 1        |
|              | Скоропад Павло Васильович         | 21 липня 1979   | Україна  | 23       | 2        |
|              | Сушка Ігор Володимирович          | 4 вересня 1969  | Україна  | 12       | 0        |
| Півзахисники |                                   |                 |          |          |          |
|              | Гапон Володимир Аркадійович       | 3 серпня 1979   | Україна  | 14       | 0        |
|              | Зотов Олександр Сергійович        | 23 лютого 1975  | Україна  | 26       | 1        |
|              | Колесніченко Віталій Віталійович  | 10 червня 1973  | Україна  | 27       | 0        |
|              | Мглинець Віктор Іванович          | 3 січня 1963    | Україна  | 29       | 4        |
|              | Орлов Владислав Михайлович        | 14 серпня 1980  | Україна  | 2        | 0        |
|              | Стоянов Едуард Миколайович        | 29 червня 1972  | Україна  | 2        | 0        |
|              | Чумаченко Ігор Гаврилович         | 26 жовтня 1976  | Україна  | 6        | 0        |
|              | Шутов Олександр Валентинович      | 12 червня 1975  | Україна  | 26       | 2        |
|              | Щекотилін Геннадій Анатолійович   | 28 липня 1974   | Україна  | 27       | 13       |
| Нападники    |                                   |                 |          |          |          |
|              | Гусейнов Тімєрлан Рустамович      | 24 січня 1968   | Україна  | 27       | 6        |
|              | Камнєв Костянтин Миколайович      | 20 червня 1972  | Україна  | 8        | 1        |
|              | Козакевич Олександр Володимирович | 9 серпня 1975   | Україна  | 16       | 0        |
|              | Мартинюк Віталій Вікторович       | 14 грудня 1980  | Україна  | 2        | 0        |
|              | Мусолітін Володимир Миколайович   | 11 березня 1973 | Україна  | 15       | 0        |
|              | Серьогін Андрій Олександрович     | 15 серпня 1976  | Україна  | 10       | 0        |
|              | Ткаченко Сергій Вікторович        | 10 лютого 1979  | Україна  | 16       | 1        |
|              | Шахгельдян Армен Андронікович     | 28 серпня 1973  | Вірменія | 2        | 0        |

## «Шахтар» (Донецьк)
Головний тренер: Валерій Яремченко
| №            | Футболіст                       | Дата народження   | Країна   | Ігри     | Голи     |
| Воротарі     | Воротарі                        | Воротарі          | Воротарі | Воротарі | Воротарі |
| ------------ | ------------------------------- | ----------------- | -------- | -------- | -------- |
|              | Нікітін Андрій Дмитрович        | 8 січня 1972      | Україна  | 1        | 1п       |
|              | Шутков Дмитро Анатолійович      | 3 квітня 1972     | Україна  | 30       | 24п      |
| Захисники    |                                 |                   |          |          |          |
|              | Бабій Олександр Миколайович     | 9 липня 1968      | Україна  | 13       | 0        |
|              | Жабченко Ігор Валентинович      | 1 липня 1968      | Україна  | 9        | 0        |
|              | Жуненко Сергій Миколайович      | 13 травня 1970    | Україна  | 9        | 0        |
|              | Коваль Олександр Миколайович    | 3 травня 1974     | Україна  | 25       | 0        |
|              | Леонов Ігор Іванович            | 14 вересня 1967   | Україна  | 24       | 2        |
|              | Попов Сергій Олександрович      | 22 квітня 1971    | Україна  | 9        | 0        |
|              | Старостяк Михайло Володимирович | 13 жовтня 1973    | Україна  | 28       | 0        |
|              | Яксманицький Володимир Іванович | 4 лютого 1977     | Україна  | 14       | 1        |
|              | Яскович Сергій Іванович         | 11 січня 1972     | Білорусь | 5        | 0        |
| Півзахисники |                                 |                   |          |          |          |
|              | Зубов Геннадій Олександрович    | 12 вересня 1977   | Україна  | 30       | 7        |
|              | Ковальов Сергій Миколайович     | 22 листопада 1971 | Україна  | 27       | 1        |
|              | Кривенцов Валерій Сергійович    | 31 липня 1973     | Україна  | 27       | 11       |
|              | Новіков Владислав Михайлович    | 6 вересня 1971    | Україна  | 5        | 0        |
|              | Онопко Сергій Савелійович       | 26 жовтня 1973    | Україна  | 4        | 1        |
|              | Орбу Геннадій Григорович        | 23 липня 1970     | Україна  | 29       | 9        |
|              | Петров Ігор Григорович          | 30 січня 1964     | Україна  | 5        | 0        |
|              | Селезньов Юрій Олександрович    | 18 грудня 1975    | Україна  | 30       | 7        |
|              | Співак Олександр Сергійович     | 6 січня 1975      | Україна  | 4        | 1        |
|              | Шелаєв Олег Миколайович         | 5 листопада 1976  | Україна  | 11       | 0        |
| Нападники    |                                 |                   |          |          |          |
|              | Ателькін Сергій Валерійович     | 8 січня 1972      | Україна  | 15       | 6        |
|              | Воробєй Андрій Олексійович      | 29 листопада 1978 | Україна  | 9        | 0        |
|              | Дранов Сергій Геннадійович      | 1 вересня 1977    | Україна  | 4        | 2        |
|              | Матвєєв Олег Юрійович           | 18 серпня 1970    | Україна  | 1        | 0        |
|              | Поцхверія Михайло Іванович      | 12 серпня 1975    | Грузія   | 18       | 6        |
|              | Тимощук Анатолій Олександрович  | 30 березня 1979   | Україна  | 9        | 3        |
|              | Штолцерс Андрій Янович          | 8 липня 1974      | Латвія   | 13       | 4        |